# Sérgio de Jesus Fernandes da Costa Hornai

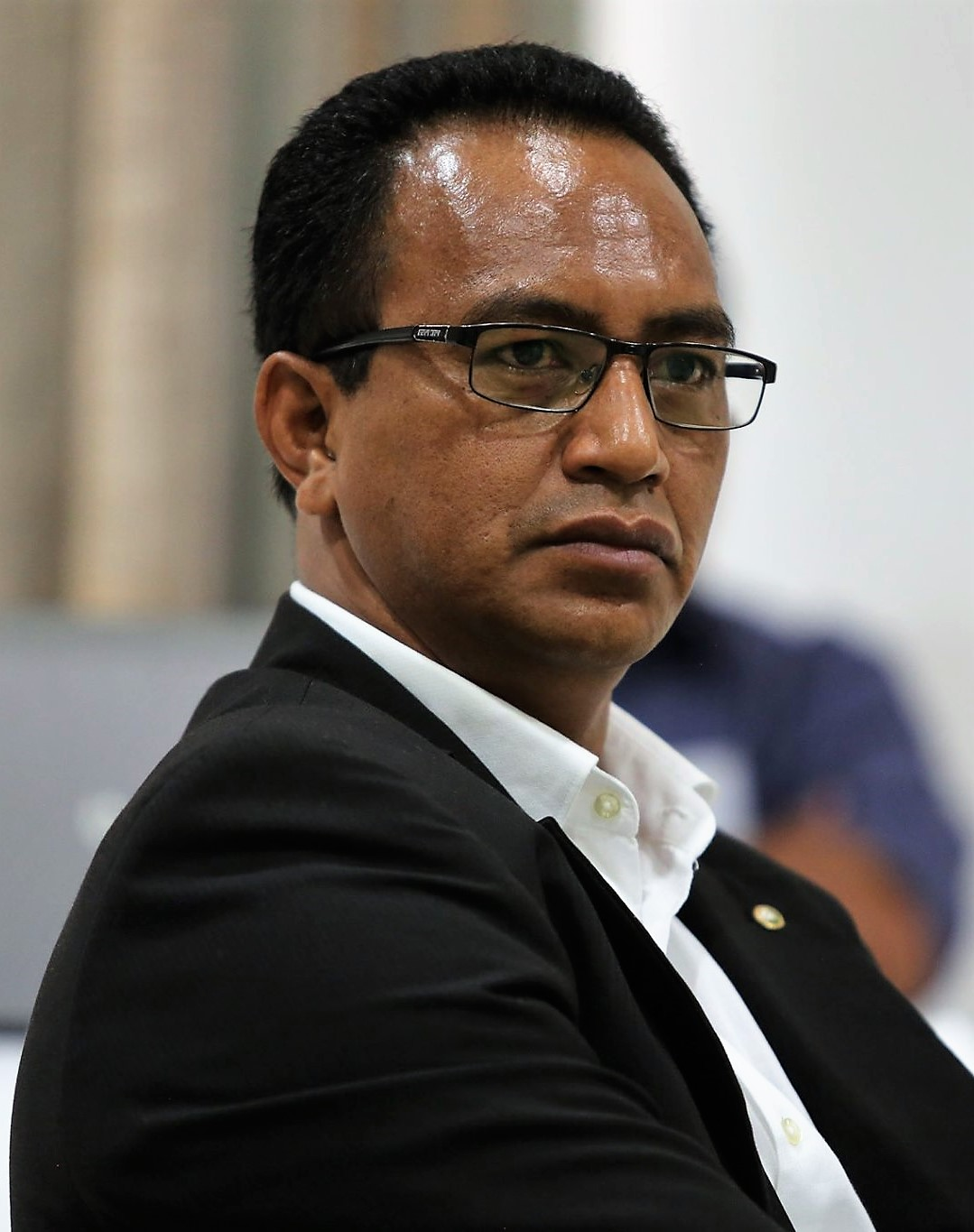
Sérgio de Jesus Fernandes da Costa Hornai (2020)

Sérgio de Jesus Fernandes da Costa Hornai ist ein osttimoresischer Jurist.

## Werdegang
Von 2007 bis 2013 war Hornai Kommissar der Nationalen Wahlkommission (CNE).
Am 22. Mai 2009 wurde Hornai vom Präsidenten des Berufungsgerichts Cláudio de Jesus Ximenes zum öffentlichen Generalverteidiger (portugiesisch Defensor Público Geral) ernannt. Das Amt hatte Hornai bis 2018 inne.
Vom Nationalparlament Osttimors wurde er 2012 für fünf Jahre zum Mitglied des Staatsrats bestimmt. Am 15. Januar 2019 wählte das Parlament Hornai mit 42 gegen 13 Stimmen, bei zwei Enthaltungen zum neuen Kommissar der Comissão Anti-Corrupção (CAC). Die Vereidigung Hornais fand am 21. Januar statt.
Am 15. Februar 2024 wurde Hornai als Nachfolger des verstorbenen Amândio de Sá Benevides zum Justizminister vereidigt.

## Auszeichnungen
2012 erhielt Hornai den Ordem de Timor-Leste.